# الاتحاد السعودي للسهام
الاتحاد السعودي للسهام، هو الجهة الراعية لرياضة السهام في المملكة العربية السعودية، يرأسه مشعل بن عبدالمحسن الحكير وتشرف عليه وزارة الرياضة، تأسس في عام 1990، وكان يرتبط برياضة الفروسية في اتحادٍ واحد ثم في عام 2016، انفصل عنها ليصبح اتحادًا مستقلًا، يقيم عددًا من البطولات الداخلية مثل “بطولة المملكة للسهام” لمختلف الفئات العمرية. 